# Еразм Газ
Еразм Газ (пом. бл. 1561) — львівський міщанин, лавник і райця міста.

## Життєпис
Походив з львівського патриціанського роду Газів. Старший син війта Станіслава Газа. У 1543 році став лавником, у 1548 році обраний до раєцької ради, де залишався до 1561 року.

## Родина
Був одружений із Маргаритою Вайс, вдруге — з Доротою Стенцель. Про дітей немає достеменних відомостей. Можливо, мав синів Валентина і Мельхіора, проте це доволі суперечно. За іншими відомостями, батьком останніх був брат Еразма — Станіслав або вони походили з іншої гілки роду Газів.